# Resist (album, Within Temptation)
Resist je sedmé studiové album nizozemské symfonicmetalové hudební skupiny Within Temptation. Album vyšlo dne 1. února 2019 u společnosti Spinefarm Records. Mezi tímto albem a poslední studiovou nahrávkou Hydra je mezera celkem čtyři roky, přičemž jde o nejdelší pauzu v historii kapely. Ta byla způsobená osobním „vyčerpáním“ zpěvačky a skladatelky Sharon den Adel po turné k Hydra. Dne 14. září byl vydán první singl „The Reckoning“, kde jako host účinkuje Jacoby Shaddix, jenž je zpěvákem ve skupině Papa Roach. Dne 15. listopadu byl vydán druhý singl „Raise Your Banner“, kde jako host účinkuje Anders Fridén, jenž je zpěvákem ve skupině In Flames. Třetí singl, s názvem „Firelight“, vyšel dne 22. listopadu, dle slov kapely je to omluva za zpožděné vydání alba, jež nebude vydáno před 1. únorem. Čtvrtý singl, s názvem „In Vain“, vyšel dne 11. ledna. Dle slov kapely bude album obsahovat temnou a tvrdou hudbu.

## Seznam skladeb
| Pořadí         | Název             | Délka |
| -------------- | ----------------- | ----- |
| 1.             | The Reckoning     | 04:11 |
| 2.             | Endless War       | 04:09 |
| 3.             | Raise Your Banner | 05:34 |
| 4.             | Supernova         | 05:35 |
| 5.             | Holy Ground       | 04:10 |
| 6.             | In Vain           | 04:25 |
| 7.             | Firelight         | 04:47 |
| 8.             | Mad World         | 04:57 |
| 9.             | Mercy Mirror      | 03:49 |
| 10.            | Trophy Hunter     | 05:51 |
| Celková délka: | Celková délka:    | 47:35 |

## Obsazení
- Sharon den Adel – zpěv
- Ruud Jolie – kytara
- Robert Westerholt – kytara
- Stefan Helleblad – kytara
- Martijn Spierenburg – klávesy
- Jeroen van Veen – basová kytara
- Mike Coolen – bicí

### Hosté
- Jacoby Shaddix – zpěv, píseň „The Reckoning“
- Anders Fridén – zpěv, píseň „Raise Your Banner“
- Jasper Steverlinck – zpěv, píseň „Firelight“